# Đôi mắt thiên thần (phim truyền hình)
Đôi mắt thiên thần (tiếng Hàn: 엔젤 아이즈; Romaja: Enjel Aijeu) là phim truyền hình Hàn Quốc 2014 với sự tham gia của Lee Sang-yoon, Ku Hye-sun, Kim Ji-seok và Seungri. Được phát sóng trên kênh SBS từ 5 tháng 4 đến 15 tháng 6 năm 2014 gồm 20 tập.

## Phân vai

### Nhân vật chính
- Lee Sang-yoon vai Park Dong-joo
  - Kang Ha-neul vai Dong-joo nhỏ
- Goo Hye-sun vai Yoon Soo-wan[3][4][5]
  - Nam Ji-hyun vai Soo-wan nhỏ[6][7]
- Kim Ji-seok vai Kang Ji-woon
- Jung Jin-young vai Yoon Jae-beom[8]

ba của Soo-wan.
- Gong Hyung-jin vai Ki Woon-chan
- Seungri vai Teddy Seo[9][10][11][12][13]
- Hyun Jyu-ni vai Cha Min-soo
  - Shin Hye-sun vai Min-soo nhỏ
- Yoon Ye Joo vai Hae Joo (Em gái Park Dong Joo)

## Tỉ lệ người xem
| Tập #      | Ngày phát sóng gốc  | Bình quân tỉ lệ người xem | Bình quân tỉ lệ người xem | Bình quân tỉ lệ người xem | Bình quân tỉ lệ người xem |
| Tập #      | Ngày phát sóng gốc  | TNmS Ratings              | TNmS Ratings              | AGB Nielsen               | AGB Nielsen               |
| Tập #      | Ngày phát sóng gốc  | Cả nước                   | Vùng thủ đô Seoul         | Cả nước                   | Vùng thủ đô Seoul         |
| ---------- | ------------------- | ------------------------- | ------------------------- | ------------------------- | ------------------------- |
| 1          | 5 tháng 4 năm 2014  | 7.3%                      | 8.4%                      | 10.3%                     | 10.9%                     |
| 2          | 6 tháng 4 năm 2014  | 7.5%                      | 8.3%                      | 6.6%                      | 7.6%                      |
| 3          | 12 tháng 4 năm 2014 | 8.9%                      | 10.2%                     | 8.8%                      | 9.7%                      |
| 4          | 13 tháng 4 năm 2014 | 7.9%                      | 9.7%                      | 8.0%                      | 8.3%                      |
| 5          | 26 tháng 4 năm 2014 | 10.2%                     | 12.4%                     | 10.8%                     | 12.1%                     |
| 6          | 27 tháng 4 năm 2014 | 11.1%                     | 13.5%                     | 11.9%                     | 13.4%                     |
| 7          | 3 tháng 5 năm 2014  | 10.2%                     | 11.8%                     | 10.4%                     | 12.1%                     |
| 8          | 4 tháng 5 năm 2014  | 10.4%                     | 12.3%                     | 10.3%                     | 11.6%                     |
| 9          | 10 tháng 5 năm 2014 | 10.9%                     | 12.1%                     | 9.9%                      | 11.1%                     |
| 10         | 11 tháng 5 năm 2014 | 11.1%                     | 14.0%                     | 10.4%                     | 12.0%                     |
| 11         | 17 tháng 5 năm 2014 | 10.4%                     | 12.1%                     | 8.7%                      | 9.3%                      |
| 12         | 18 tháng 5 năm 2014 | 9.8%                      | 11.4%                     | 9.6%                      | 10.7%                     |
| 13         | 24 tháng 5 năm 2014 | 9.1%                      | 10.6%                     | 9.1%                      | 10.0%                     |
| 14         | 25 tháng 5 năm 2014 | 8.6%                      | 10.1%                     | 9.2%                      | 10.7%                     |
| 15         | 31 tháng 6 năm 2014 | 8.7%                      | 10.7%                     | 9.2%                      | 10.5%                     |
| 16         | 1 tháng 6 năm 2014  | 7.6%                      | 8.2%                      | 8.1%                      | 9.6%                      |
| 17         | 7 tháng 6 năm 2014  | 8.7%                      | 10.0%                     | 8.0%                      | 8.4%                      |
| 18         | 8 tháng 6 năm 2014  | 8.7%                      | 9.8%                      | 8.7%                      | 9.8%                      |
| 19         | 14 tháng 6 năm 2014 | 8.9%                      | 11.0%                     | 8.6%                      | 10.0%                     |
| 20         | 15 tháng 6 năm 2014 | 9.1%                      | 10.7%                     | 8.9%                      | 10.5%                     |
| Trung bình | Trung bình          | 9.3%                      | 10.9%                     | 9.1%                      | 10.2%                     |

## Giải thưởng và đề cử
| Năm  | Giải                              | Hạng mục                                                                                | Người nhận                   | Kết quả   |
| ---- | --------------------------------- | --------------------------------------------------------------------------------------- | ---------------------------- | --------- |
| 2014 | Giải thưởng phim truyền hình SBS  | Giải diễn xuất xuất sắc: Nữ diễn viên xuất sắc nhất thể loại phim truyền hình đặc biệt  | Goo Hye-sun                  | Đề cử     |
| 2014 | Giải thưởng phim truyền hình SBS  | Giải diễn xuất xuất sắc: Nam diễn viên xuất sắc nhất thể loại phim truyền hình đặc biệt | Lee Sang-yoon                | Đề cử     |
| 2014 | Giải thưởng phim truyền hình SBS  | Diễn xuất đặc biệt: Nam diễn viên trong phim truyền hình đặc biệt                       | Kim Ji-seok                  | Đề cử     |
| 2014 | Giải thưởng phim truyền hình SBS  | Giải thưởng dành cho ngôi sao mới phim truyền hình                                      | Kang Ha-neul                 | Đoạt giải |
| 2014 | Giải thưởng phim truyền hình SBS  | Cặp đôi đẹp nhất                                                                        | Lee Sang-yoon và Goo Hye-sun | Đề cử     |
| 2014 | Asian Drama Pilipinas Awards 2014 | Nữ diễn viên của năm                                                                    | Goo Hye-sun                  | Đoạt giải |
| 2014 | Asian Drama Pilipinas Awards 2014 | Nam diễn viên của năm                                                                   | Lee Sang-yoon                | Đề cử     |
| 2014 | Asian Drama Pilipinas Awards 2014 | Cặp đôi của năm                                                                         | Lee Sang-yoon và Goo Hye-sun | Đề cử     |
| 2014 | Asian Drama Pilipinas Awards 2014 | Nhạc phim của năm                                                                       | "Run to You" Lasse Lindh     | Đoạt giải |
| 2014 | Asian Drama Pilipinas Awards 2014 | Phim truền hình của năm                                                                 | —                            | Đề cử     |
| 2015 | Asian Drama Pilipinas Awards 2015 | Nữ diễn viên của năm                                                                    | Goo Hye-sun                  | Đoạt giải |
| 2015 | Asian Drama Pilipinas Awards 2015 | Nam diễn viên của năm                                                                   | Lee Sang-yoon                | Đề cử     |
| 2015 | Asian Drama Pilipinas Awards 2015 | Cặp đôi của năm                                                                         | Lee Sang-yoon và Ku Hye-sun  | Đề cử     |
| 2015 | Asian Drama Pilipinas Awards 2015 | Nhạc phim của năm                                                                       | "Run to You" Lasse Lindh     | Đề cử     |
| 2015 | Asian Drama Pilipinas Awards 2015 | Phim truền hình của năm                                                                 | —                            | Đề cử     |